# Timurydzi
Timurydzi – dynastia pochodzenia mongolskiego, panująca w Azji Środkowej i Iranie w latach 1370–1526.

## Historia polityczna

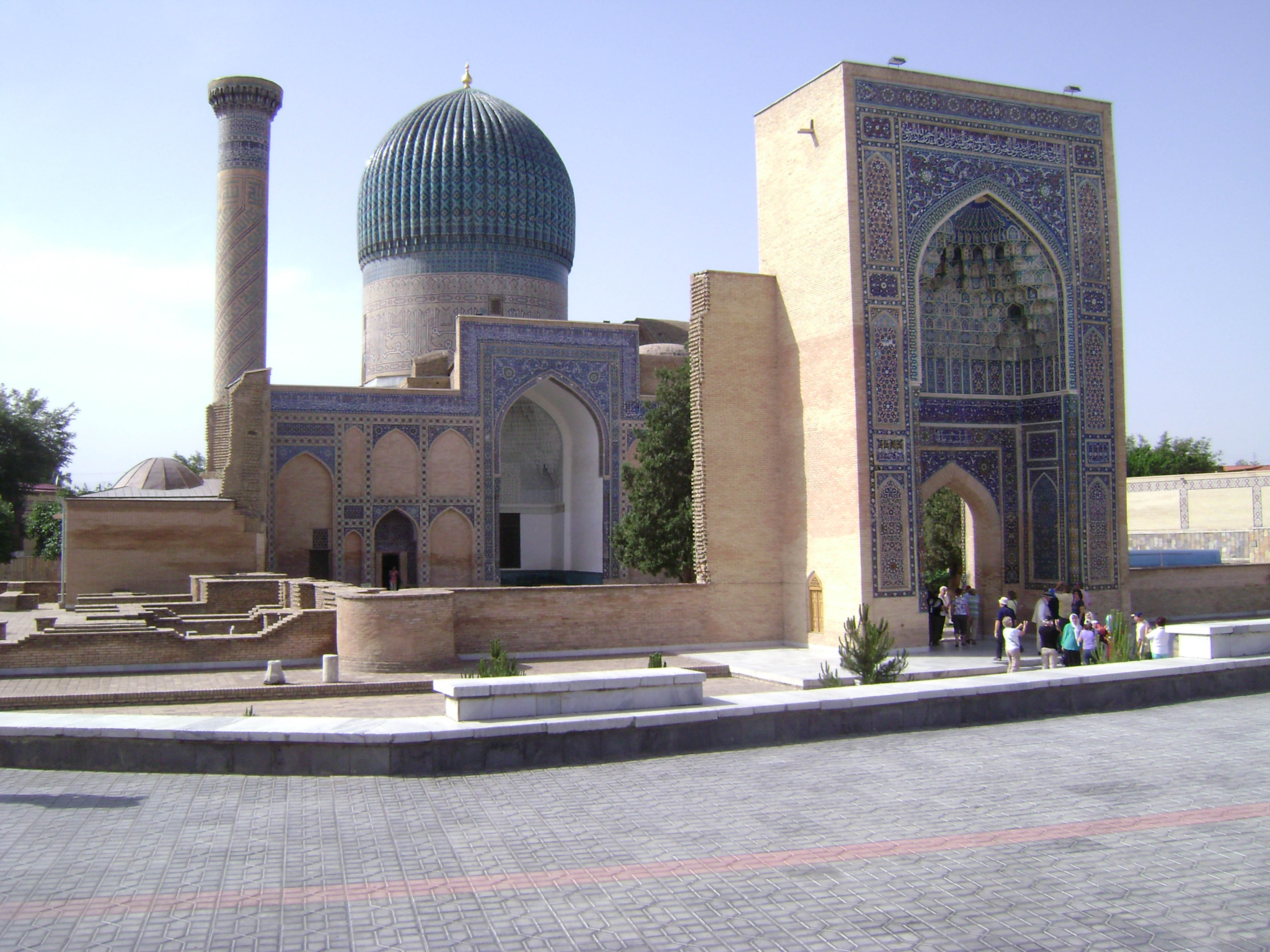
Mauzoleum Gur-i Mir

Eponimicznym założycielem dynastii był Timur (1370–1405), wódz sturczonego mongolskiego plemienia Barłasów, wchodzącego w skład Chanatu Czagatajskiego. Wykorzystał on chaos w jakim był pogrążony chanat i w roku 1370 opanował Mawarannahr, który stał się bazą dla jego dalszej ekspansji. W szeregu kampanii w trakcie swoich rządów Timur dążył do zjednoczenia całego dawnego Chanatu Czagatajskiego, nie udało mu się jednak osiągnąć tego celu. Wykorzystał natomiast rozdrobnienie Iranu po upadku Ilchanidów i w latach 1380–1393 podbił jego terytorium, dokonując spustoszeń porównywalnych jedynie z wcześniejszym najazdem mongolskim w latach 1219–1221. W latach 1375–1377 udało mu się także zainstalować swojego protegowanego Tochtamysza na tronie Białej Ordy. Tochtamysz później zdobył władzę nad Złotą Ordą i wypowiedział posłuszeństwo Timurowi, temu ostatniemu udało się jednak ostatecznie go pokonać w bitwie nad rz. Kondurczą (1391). Timur przedsięwziął wielkie wyprawy na Indie (1398–1399), Syrię (1400–1401) i Anatolię (1402), lecz chociaż ich wynikiem była jego formalna zwierzchność, to nie ustanowił tam swojej administracji. Podbił także Chorezm oraz Kotlinę Fergańską. W skład imperium Timura wchodziły również Azerbejdżan i Irak, chociaż jego władza była tam niestabilna. Timur rządził w imieniu marionetkowych chanów z rodu Czyngis-chana i ożenił zarówno siebie jak i swoich synów z kobietami z tego rodu, uzyskując tym samym tytuł kürgen, to jest „zięć” (rodu panującego). Jednocześnie był on patronem muzułmańskich artystów i uczonych, dbając zwłaszcza o rozbudowę i upiększenie swojej stolicy, Samarkandy.

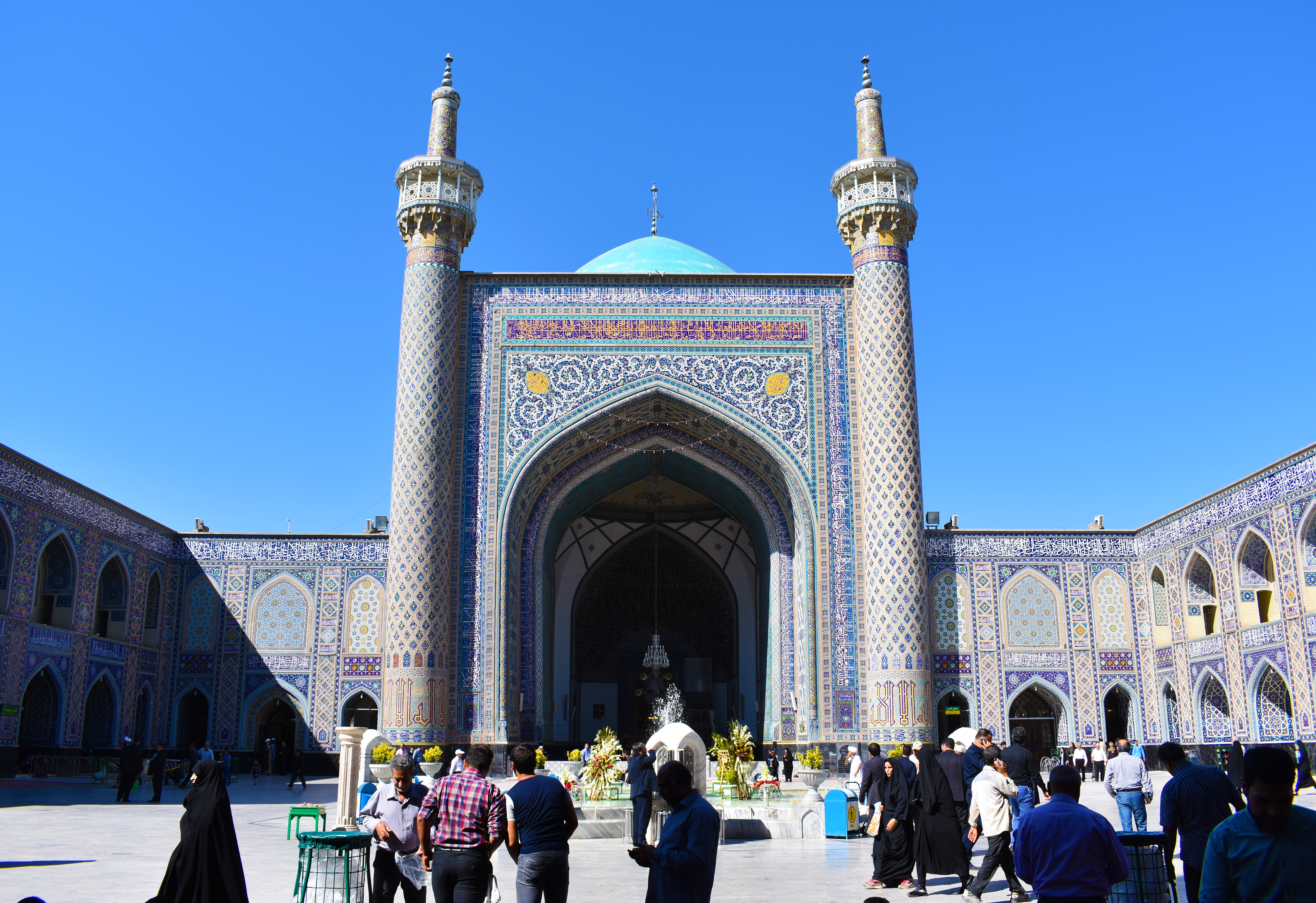
Południowy ejwan Meczetu Gouharszad w Sanktuarium Imama Rezy w Meszhedzie z inskrypcją dedykacyjną zaprojektowaną przez Bajsonghora

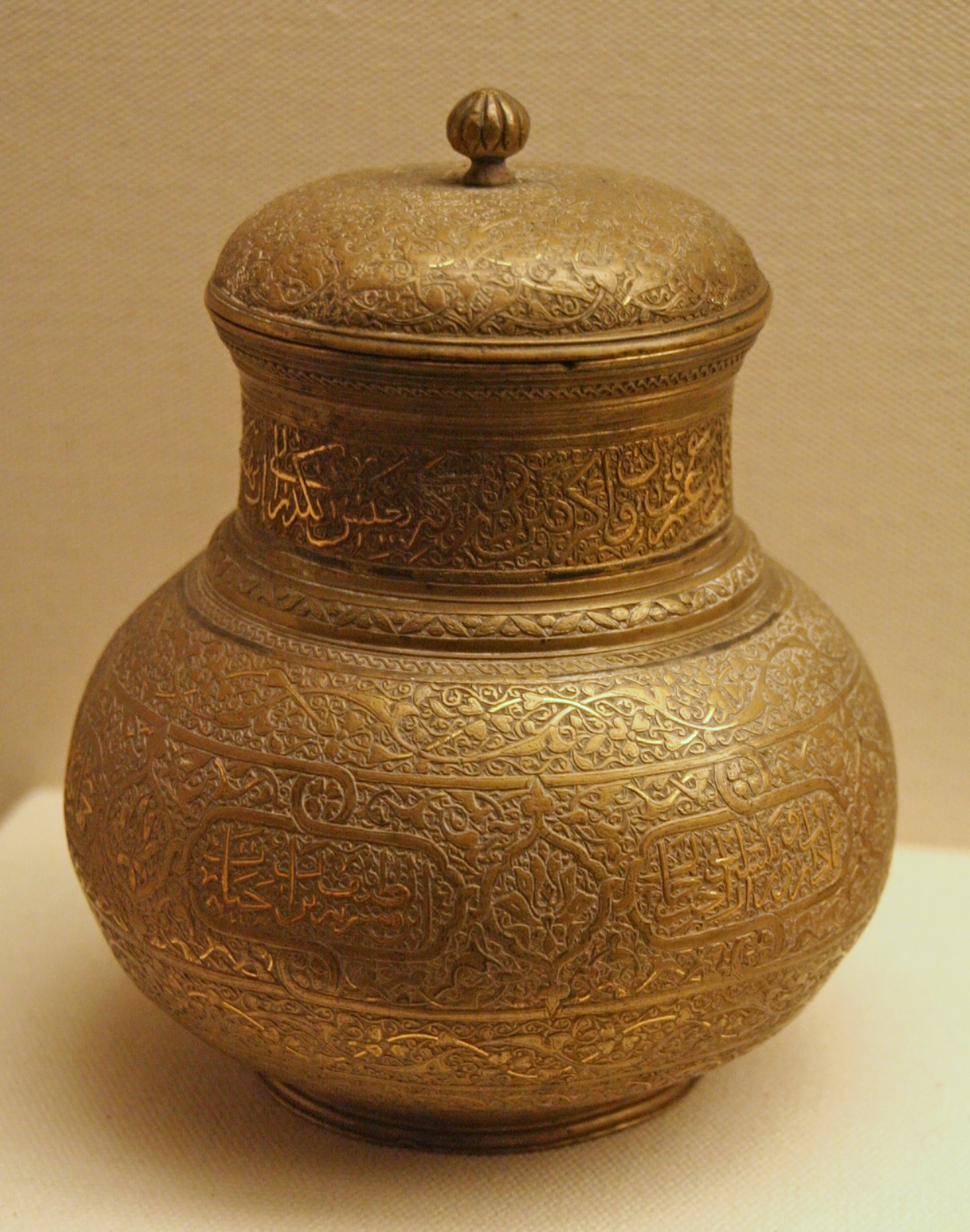
Metalowy dzbanuszek. Herat, przełom XV i XVI wieku. Muzeum Sztuki Tureckiej i Islamskiej w Stambule

Timur jeszcze za życia podzielił swoje terytorium na cztery części zarządzane przez rodziny jego synów i kiedy zmarł pomiędzy nimi wybuchła wojna o sukcesję, którą ostatecznie wygrał jego rządzący w Heracie najmłodszy syn, Szahruch (1405–1447). Szahruchowi udało się zachować większość zdobyczy ojca, chociaż musiał się zadowolić jedynie formalną zwierzchnością nad panującymi w Azerbejdżanie Kara Kojunlu, a od lat 30. XV wieku jego terytoria w Azji Środkowej były regularnie najeżdżane przez Uzbeków Abulchajra (1428–1468). Po śmierci Szahrucha wybuchła kolejna wojna sukcesyjna, w trakcie której jego potomkowie nie wahali zabijać się nawzajem, co doprowadziło do upadku prestiżu linii Szahrucha. Z największym potępieniem spotkało się zabicie seniora dynastii Uług Bega (1409–1449) przez jego syna Abd-al-Latifa (1449–1450). Tę sytuację wykorzystał dotychczasowy wasal Szahrucha, przywódca Kara Kojunlu Dżahanszah (1438–1467), który do roku 1452 zajął centralny i zachodni Iran. W roku 1451 z pomocą Uzbeków Abulchajra Abu Sa’id (1451–1469), wnuk Miranszaha (1405–1408), zajął Samarkandę, a w roku 1458 wykorzystując panujący w Chorasanie zamęt na powrót zjednoczył władztwo Timurydów. Kiedy Dżahanszah zginął w walce z wodzem Ak Kojunlu Uzun Hasanem (1452–1478) Abu Sai'd próbował wykorzystać tę sytuację do odzyskania terytoriów na zachodzie, jednak jego wyprawa przeciwko Uzun Hasanowi w roku 1468 zakończyła się katastrofalną klęską i jego śmiercią. Ak Kojunlu zajęli Herat, gdzie ustanowili władzę swojego protegowanego Jadgara Muhammada (zm. 1470), jednak wycofali się z powodu zagrożenia ze strony Osmanów. Ostatecznie terytoria Timurydów uległy podziałowi pomiędzy panującym w Heracie Husajnem Bajkarą (1470–1506) oraz trzema synami Abu Sa’ida, którzy rządzili odpowiednio w Samarkandzie, Kotlinie Fergańskiej i Badachszanie. Pod rządami Husajna Bajkary Herat stał się kwitnącym ośrodkiem kultury, lecz jego dzielnica zaczęła chylić się ku upadkowi wraz z buntem jego syna Badi az-Zamana (1506–1507) w roku 1497, po którym nastąpiły kolejne niepokoje. Jednocześnie wraz ze śmiercią synów Abu Sa’ida w roku 1494/1495 Mawarannahr stał się areną kolejnych walk pomiędzy Timurydami. Tę sytuację wykorzystał wódz Uzbeków Muhammad Szibani (1500–1510), który po podboju Azji Środkowej w roku 1507 zajął także Herat wraz z Chorasanem. Szibani zginął z rąk Safawidów w roku 1510 i wnuk Abu Sa’ida, Babur (1494–1530), próbował wykorzystując ten fakt restytuować panowanie Timurydów w Azji Środkowej. Nie udało mu się jednak utrzymać Mawarannahru i w roku 1514 na stałe wycofał się do Kabulu, skąd później w roku 1526 przedsięwziął udany najazd na Indie. Indyjscy Timurydzi są jednak zazwyczaj traktowani jako odrębna dynastia, w stosunku do której używa się nazwy Wielcy Mogołowie.

## Gospodarka, kultura, religia

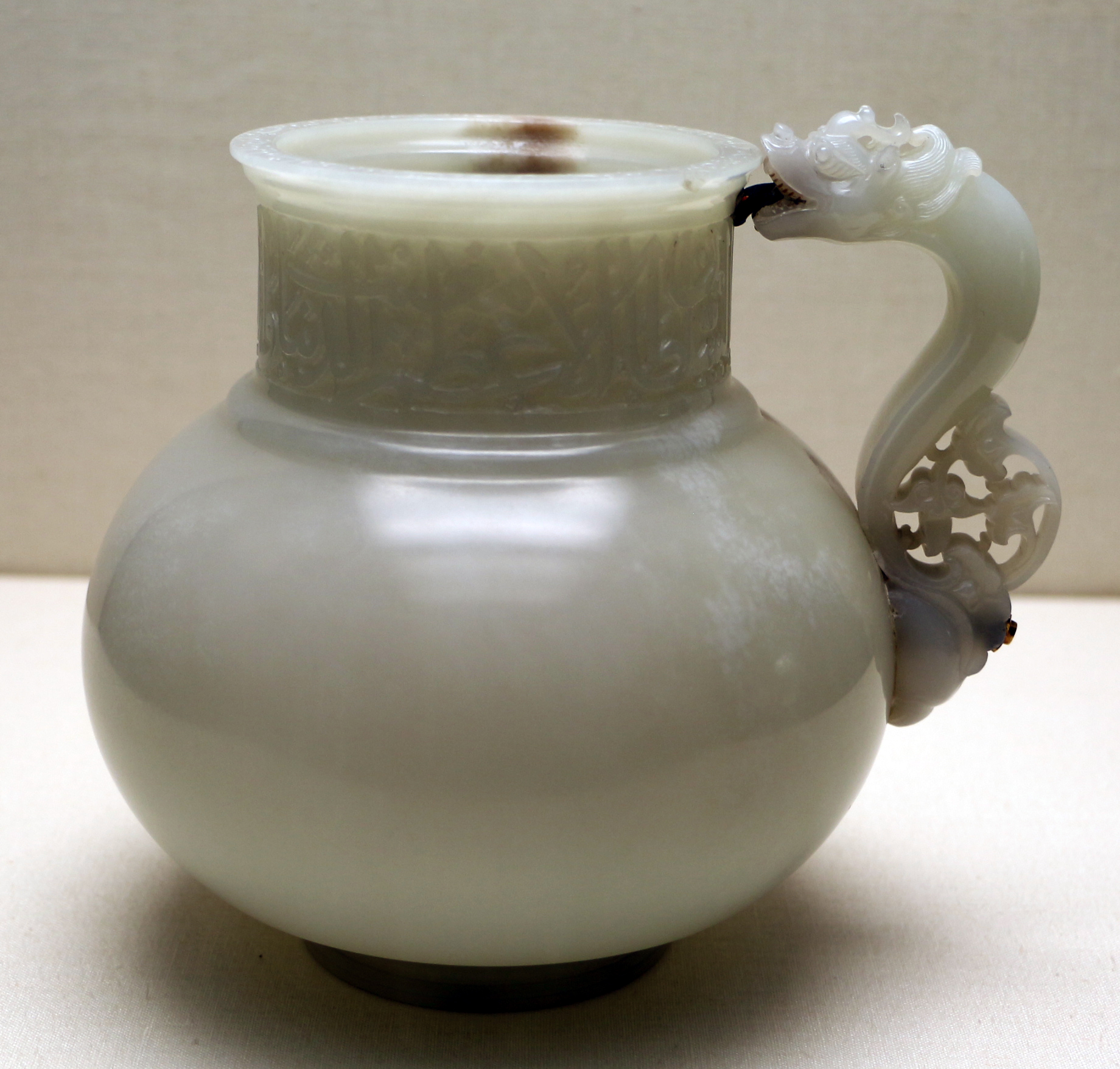
Dzbanuszek z nefrytu zawierający imię i tytulaturę Uług Bega, z uchwytem w kształcie smoka. Muzeum Calouste Gulbenkiana

Timur dokonał straszliwych zniszczeń, ale następnie dążył do odbudowy miast i rekultywacji terenów rolnych, którą to politykę kontynuowali jego następcy. Nie przyniosła ona jednak pełnych efektów z powodu zniszczeń związanych z kolejnymi wojnami domowymi oraz strukturą własnościową ziemi. Za czasów późniejszych Timurydów doszło do rozrostu własności feudalnej w postaci nadań świeckich sojurghali i religijnych wakfów, czego skutkiem była utrata bezpiecznej bazy podatkowej przez państwo. Perscy biurokraci, względnie słabi za panowania Timura, później uzyskali większe znaczenie, jednak do końca istnienia dynastii czagatajscy emirowie dzierżyli stanowiska nadzorcze. Większość timurydzkich prowincji była zarządzana przez przedstawicieli dynastii, co sprzyjało decentralizacji, ale i wzmożeniu kulturalnego patronatu na regionalnych dworach.

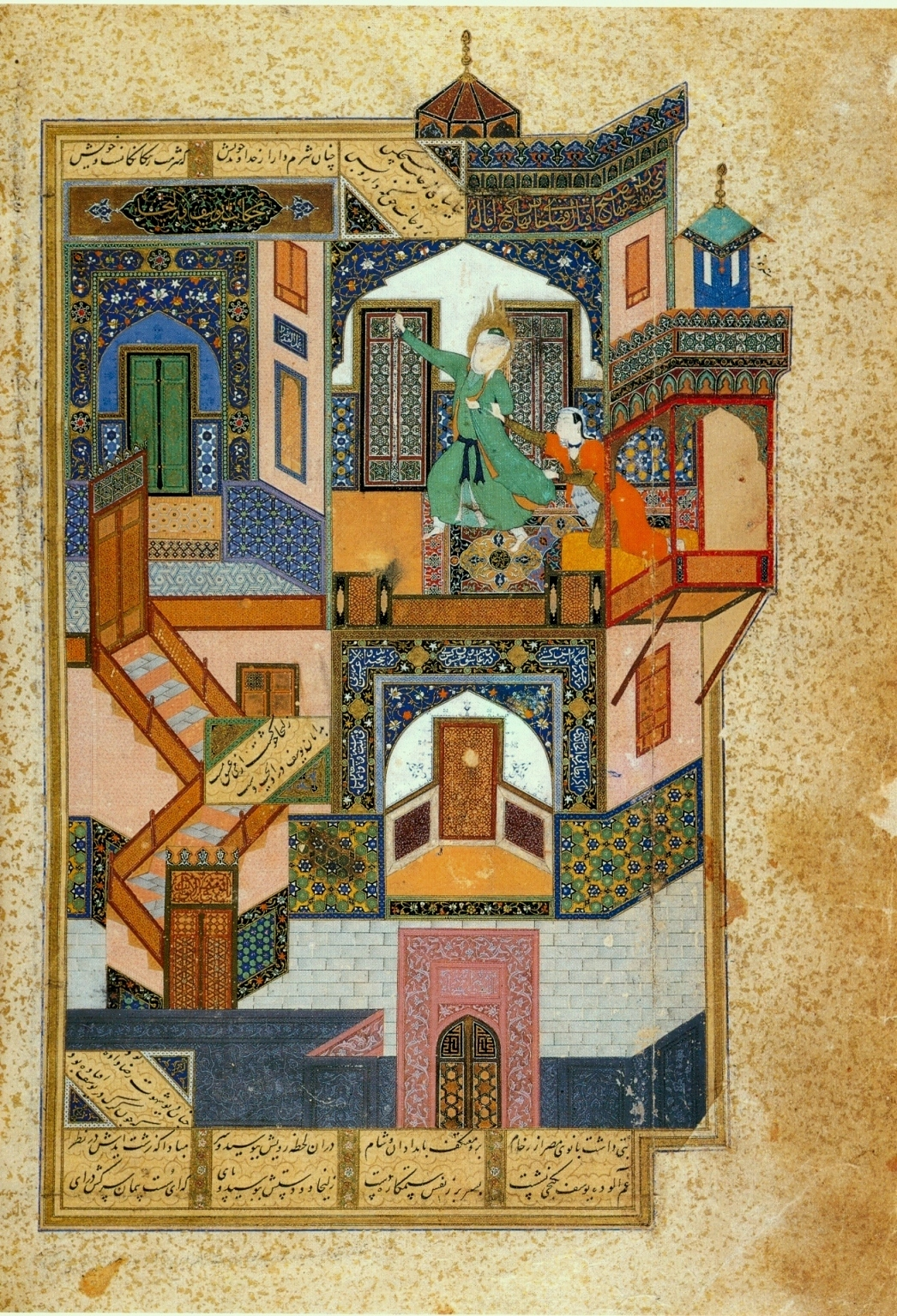
Uwodzenie Josufa, ilustracja Behzada do rękopisu Bustanu Sadiego. Herat, rok 1488. Biblioteka Narodowa w Kairze

Ten patronat objawiał się przede wszystkim w dziedzinie tworzenia ilustrowanych książek, a do największych mecenasów należeli Iskandar Sultan (1405–1415), Szahruch, jego syn Bajsunkur i Husajn Bajkara. Przy okazji sporządzania edycji Szahname dla Bajsunkura ustalono jednolity tekst eposu, który został poprawiony dopiero w drugiej połowie XX wieku. Świadectwem rozkwitu ówczesnego malarstwa są m.in. dzieła Behzada, „niewątpliwie największego perskiego malarza miniaturzysty wszystkich czasów”. Wspaniałość timurydzkiej architektury za życia twórcy dynastii objawiła się przede wszystkim w mauzoleach, takich jak gigantyczny meczet Bibi-Chanum czy kompleks Gur-i Mir, w którym Timur został pochowany. Za czasów Szahrucha działał genialny architekt Kawamoddin, którego dziełem były m.in. meczet Gouharszad w Meszhedzie oraz kompleks masalla złożony z meczetu i madrasy na zachód od Heratu.

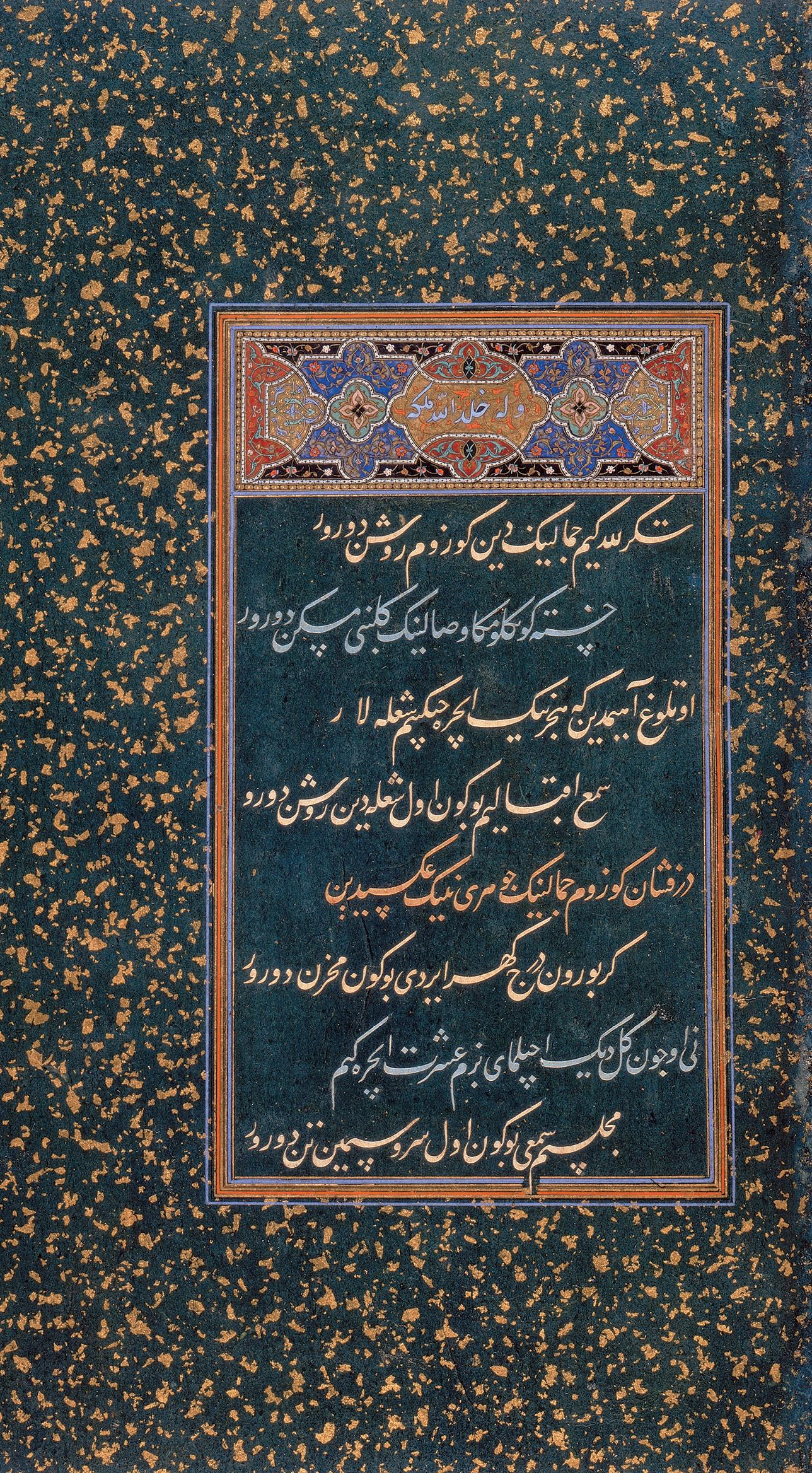
Strona z dywanu Husajna Bajkary z kaligrafią w piśmie nastaligh autorstwa Soltana Alego wyciętą w papierze przez Abdollaha Ghate. Herat, ok. 1490. Los Angeles County Museum of Art

Timurydzki patronat nad historiografią, która miała dostarczać legitymacji poczynaniom dynastii, zaowocował dziełami takich historyków jak Jazdi, Hafez-e Abru, Samarkandi, Mirchond i Chondemir. W zakresie literatury perskiej epoka timurydzka jest okresem rozkwitu gazelu, w którym znaczenia świeckie i mistyczne przeplatają się ze sobą w sposób nie pozwalający na ich rozdzielenie. Najwybitniejszym poetą XV wieku był związany z dworem Husajna Bajkary Dżami, tradycyjnie uważany za ostatniego klasycznego poetę perskiego. Timurydzi byli jednak także patronami literatury w ich ojczystej odmianie tureckiego, türki, przez współczesnych językoznawców nazywanej językiem czagatajskim. W rzeczy samej „apogeum czagatajskiej literatury zostało osiągnięte za panowania timurydzkiego sułtana Husajna Bajkary, w dziele Mir Aliszer Nawo'i, którego styl pozostał modelem dla następnego okresu”. Kolejnym ważnym twórcą w tym języku był ostatni Timuryda rządzący w Azji Środkowej, Babur, którego pamiętniki, „Babor-name”, stanowią „największy pomnik czagatajskiej prozy”. Panujący w Samarkandzie Uług Beg zbudował tam obserwatorium astronomiczne i skupił wokół siebie grono uczonych, by wraz z nimi ułożyć tablice astronomiczne używane przez kilka następnych stuleci.
Pod względem religijnym czasy timurydzkie były okresem fenomenalnego wzrostu potęgi tarikatu nakszbandijja, który osiągnął ogromne ekonomiczne i polityczne wpływy pod przywództwem Chodży Ahrara. Były to także czasy powstania szyickich ruchów o charakterze mesjanistycznym, takich jak horufizm, nurbachszijja i musza'sza, przy czym ten ostatni ustanowił w Chuzestanie państwo, które podporządkowali sobie dopiero Safawidzi.
Timurydzi upadli „u szczytu swojego kulturalnego splendoru i kaligrafowie, literaci, oraz miniaturzyści z Heratu, szukając nowych patronów, zanieśli timurydzkie style i prestiż do okolicznych regionów, włącznie z Indiami, gdzie Babur założył późniejszą dynastię timurydzką lub mogolską”.